# Aaron Sorkin
Pour les articles homonymes, voir Sorkin.
Aaron Sorkin, né le 9 juin 1961 à New York, est un scénariste, producteur de cinéma et de télévision et dramaturge américain.
Ses œuvres comprennent notamment les pièces de théâtre A Few Good Men (en) et The Farnsworth Invention (en), jouées à Broadway, les séries télévisées Sports Night, À la Maison-Blanche, Studio 60 on the Sunset Strip et The Newsroom, et les films Des hommes d'honneur, Le Président et Miss Wade, La Guerre selon Charlie Wilson, The Social Network, Le Stratège et Steve Jobs.
Les dialogues en rafale et les longs monologues sont caractéristiques de son écriture. On les trouve souvent accompagnés à la télévision par la marque de fabrique de son collaborateur régulier, Thomas Schlamme, le « walk and talk (en) » (« parler en marchant »), à savoir une technique de réalisation dans laquelle les personnages discutent en marchant : le plus généralement, un premier personnage en mouvement est rejoint par un second, et ils discutent ensemble sur le chemin vers leurs destinations respective ou commune.

## Biographie

### Ses jeunes années (1961–1990)

#### Enfance et éducation
Aaron Sorkin est né à Manhattan, New York, d'une famille juive, et a grandi à Scarsdale dans la banlieue de New York. Sa mère est enseignante et son père avocat spécialisé en droit d'auteur. Ce dernier a combattu pendant la Seconde Guerre mondiale et a pu aller étudier à l'université grâce au G.I. Bill. Sa grande sœur et son grand frère sont tous deux devenus avocats,,. Son grand-père paternel est l'un des fondateurs d'un syndicat, l'International Ladies' Garment Workers' Union (ILGWU),,. Aaron Sorkin s'intéresse très tôt aux arts dramatiques. Avant même l'adolescence, ses parents l'emmènent au théâtre voir des pièces telles que Qui a peur de Virginia Woolf ? et That Championship Season.
Aaron Sorkin fréquente le Scarsdale High School (en) où il s'investit dans le club de théâtre et d'arts dramatiques. En huitième classe (équivalent de la quatrième française), il joue le Général Bullmoose dans la comédie musicale Li'l Abner (en). Dans la production de sa classe de Senior (terminale) au lycée, Once Upon a Mattress (en), Aaron Sorkin incarne Sir Harry. Il exerce les fonctions de vice-président de classe pendant ses années de Junior et de Senior (première et terminale), et obtient son diplôme en 1979,.
En 1979, Aaron Sorkin entre à l'Université de Syracuse. Pendant sa première année, il échoue dans une matière fondamentale. C'est un contretemps dévastateur pour lui dans la poursuite de son rêve de devenir acteur. En effet, le département d'arts dramatiques ne permet pas aux étudiants de monter sur scène tant qu'ils n'ont pas réussi dans toutes les matières fondamentales de première année. Déterminé à faire mieux, il retente sa chance en deuxième année, puis diplôme en 1983. Bien des années plus tard, après le décès en mars 2013 de son professeur d'arts dramatiques à l'université, Aaron Sorkin se souvient : « la réputation d'Arthur Storch (en) comme réalisateur, et comme disciple de Lee Strasberg, est l'une des principales raisons pour lesquelles moi et beaucoup de mes condisciples sommes venus étudier à Syracuse. En septembre de ma dernière année, Arthur Storch commence à me dire « Vous avez la capacité d'être bien mieux que vous n'êtes aujourd'hui ». En mai de la même année, il me le dit encore. Un des derniers jours de classe de l'année, alors qu'il me le répète à nouveau, je lui demande « Comment ? ». « Osez échouer » me répond-il. Depuis lors, j'essaie d'être à la hauteur de ses attentes »,.

#### Les débuts de sa carrière d'acteur et de dramaturge
Une fois son Baccalauréat ès lettres avec spécialisation en comédie musicale obtenu en 1983 de l'Université de Syracuse, Aaron Sorkin déménage à New York, ville dans laquelle il passe l'essentiel des années 1980 comme un acteur sporadiquement employé et en difficulté, qui occupe parfois des petits boulots, comme livreur de télégrammes chantés, chauffeur de limousine, guide en Alabama pour la compagnie de théâtre pour enfants « Traveling Playhouse », et serveur au Palace Theatre. Un week-end, tandis qu'il garde la maison d'un de ses amis, il trouve une machine à écrire IBM Selectric, commence à écrire et « ressent une confiance phénoménale et une sorte de joie qu'il n'avait jamais connues auparavant dans sa vie »,.

« Je ne veux pas m'analyser ou autre, mais je crois, enfin je sais que c'est vrai, que c'est au travers de ce que j'écris que je me joins au monde. J'ai grandi en croyant, et je continue à croire, que je suis un raté, qu'en grandissant auprès de ma famille et de mes amis, je n'avais rien à apporter dans une conversation. Mais dès que j'ai commencé à écrire, il y a tout à coup eu quelque chose que je pouvais apporter à la communauté, et ce à un niveau satisfaisant. »

— Aaron Sorkin, sur le fait de devenir scénariste,.
Il continue à écrire et finalise sa première pièce de théâtre Removing All Doubt, qu'il envoie à son ancien professeur de théâtre, Arthur Storch, qui est impressionné. En 1984, Removing All Doubt est jouée pour les étudiants d'arts dramatiques à l'Université de Syracuse où Aaron Sorkin a fait ses études. Après cela, il écrit Hidden in This Picture (en) dont la première a lieu en 1988, off-off-Broadway, dans le West Bank Cafe Downstairs Theatre Bar (en) de Steve Olsen à New York. Ses deux premières pièces lui valent un agent littéraire. Le producteur John A. McQuiggan voit la production de Hidden in This Picture et charge Aaron Sorkin de transformer la pièce en un acte en une pièce entière appelée Making Movies.

#### A Few Good Men

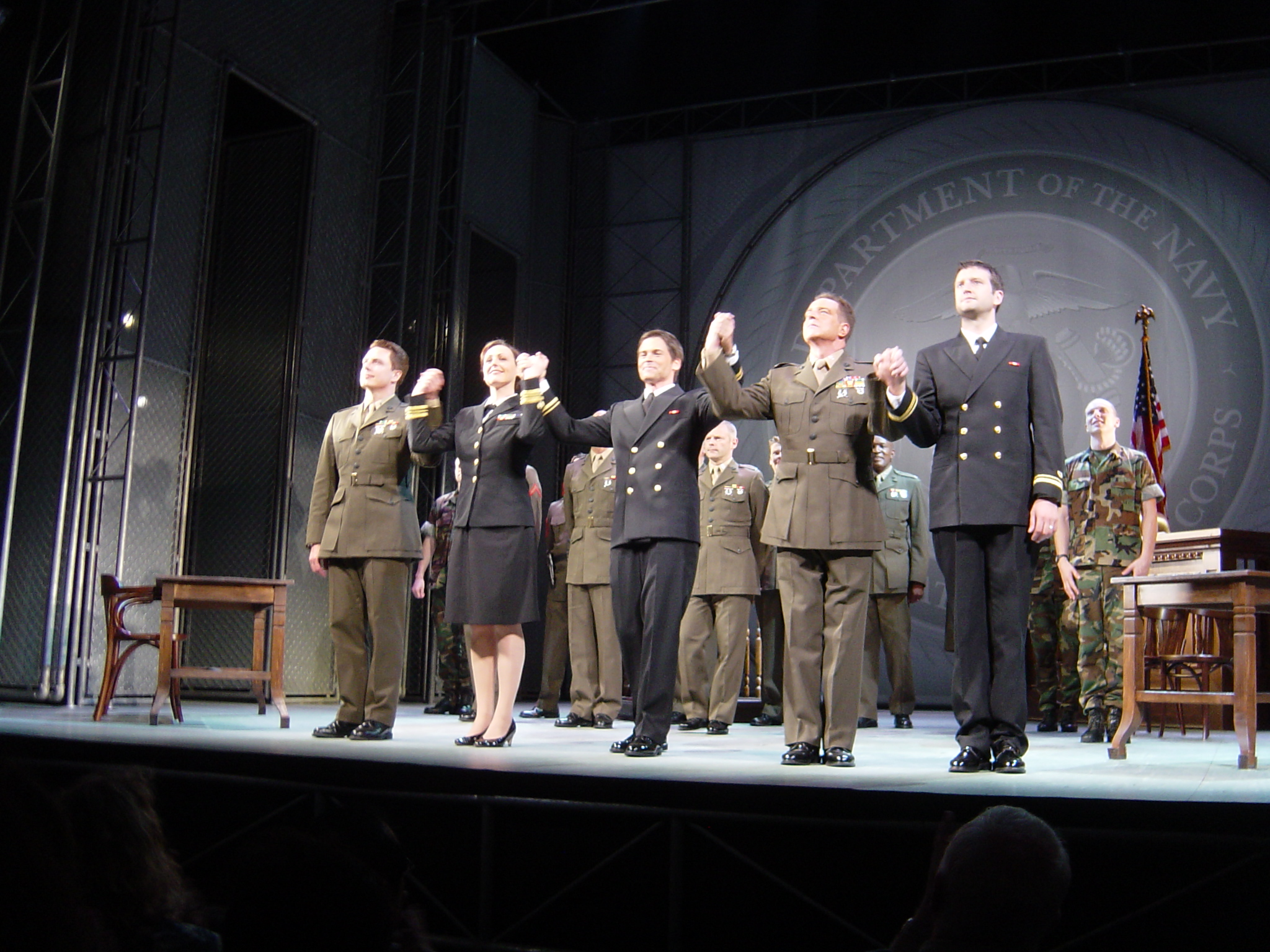
A Few Good Men au Theatre Royal Haymarket à Londres le 31 août 2005.

Aaron Sorkin trouve l'inspiration pour sa pièce suivante, un drame judiciaire du nom de A Few Good Men (en), dans une conversation téléphonique avec sa sœur Deborah, diplômée de la Faculté de droit de l'université de Boston, qui s'est engagée à servir pendant trois ans dans le JAG Corps. En effet, Deborah lui raconte qu'elle part pour la base navale de la baie de Guantánamo afin de défendre un groupe de Marines qui ont failli tuer l'un de leurs pairs lors d'un bizutage ordonné par un officier supérieur. Aaron Sorkin utilise cette information et écrit l'essentiel de son histoire sur des serviettes cocktail tandis qu'il est barman au Palace Theatre. Ses colocataires et lui ayant acheté un Macintosh 512K, il vide ses poches en rentrant du travail et tape les notes prises sur les serviettes sur l'ordinateur, créant ainsi une base de laquelle il tire plusieurs ébauches de A Few Good Men.
En 1988, Aaron Sorkin vend les droits du film pour A Few Good Men au producteur David Brown avant même la première de la pièce, lors d'une transaction qui atteint prétendument un nombre à six chiffres. David Brown avait lu un article dans le New York Times à propos de la pièce en un acte d'Aaron Sorkin, Hidden in This Picture, et avait découvert qu'il était également l'auteur d'une autre pièce appelée A Few Good Men jouée off-Broadway. David Brown produit A Few Good Men à Broadway au Music Box Theatre. La pièce a pour vedette Tom Hulce et est mise en scène par Don Scardino. Après une première fin 1989, la pièce a été jouée 497 fois.
Aaron Sorkin continue d'écrire Making Movies et en 1990, la première de cette pièce est jouée off-Broadway au Promenade Theatre, produite par John A. McQuiggan, et mise en scène par Don Scardino à nouveau. Pendant ce temps, David Brown produit quelques projets chez TriStar Pictures et tente de les convaincre de faire un film de A Few Good Men, mais sa proposition est rejetée par manque d'acteur vedette sur le projet. David Brown reçoit plus tard un appel d'Alan Horn de Castle Rock Entertainment, qui était impatient de faire ce film. Rob Reiner, un partenaire de production chez Castle Rock, choisit de le réaliser.

### Sa carrière de scénariste (1991–1998)

#### Sous contrat pour Castle Rock Entertainment
Au début des années 1990, Aaron Sorkin travaille sous contrat pour Castle Rock Entertainment. Il écrit les scénarios de Des hommes d'honneur (A Few Good Men), Malice et Le Président et Miss Wade : les trois films rapportent environ 400 millions de dollars à travers le monde. Tandis qu'il écrit pour Castle Rock, il devient ami avec certains de ses collègues, tels que William Goldman et Rob Reiner, et rencontre sa future femme, Julia Bingham, qui travaille comme avocate d'affaires pour la société de production.
Aaron Sorkin écrit plusieurs ébauches du scénario de Des hommes d'honneur dans son appartement de Manhattan, apprenant l'art du métier à l'aide d'un livre sur les formats de script. Il passe ensuite plusieurs mois dans les bureaux de Castle Rock à Los Angeles, à travailler sur le script avec le réalisateur, Rob Reiner. William Goldman, qui travaille régulièrement sous contrat pour Castle Rock, devient son mentor et l'aide à adapter sa pièce pour le grand écran. Le film, réalisé par Rob Reiner et produit par David Brown, a pour vedettes Tom Cruise, Jack Nicholson, Demi Moore et Kevin Bacon. Des hommes d'honneur sort au cinéma en 1992 et est un succès au box office.
William Goldman propose aussi à Aaron Sorkin un début d'histoire, que ce dernier développe dans le scénario de Malice. William Goldman supervise le projet comme consultant créatif tandis qu'Aaron Sorkin écrit les deux premières versions du scénario. Cependant, il est obligé d'abandonner le projet pour finaliser le scénario de Des hommes d'honneur, et c'est le scénariste Scott Frank qui le remplace et rédige deux versions supplémentaires de Malice. Quand la production de Des hommes d'honneur se conclut, Aaron Sorkin reprend son travail sur Malice jusqu'au script final. Harold Becker réalise le film, un thriller médical, sorti en salle en 1993, mettant en scène Nicole Kidman et Alec Baldwin. Malice reçoit des critiques mitigées. Vincent Canby dans le New York Times le décrit comme « sournoisement divertissant du début jusqu'à la fin »,. Roger Ebert le gratifie de 2 étoiles sur 4, et Peter Travers, dans une critique publiée en 2000 dans Rolling Stone, dit qu'il a du « suspense mais pas d'endurance »,.
Le dernier script d'Aaron Sorkin à être produit par Castle Rock est Le Président et Miss Wade, pour lequel il travaille à nouveau avec William Goldman, consultant créatif sur ce film. Il a fallu quelques années à Aaron Sorkin pour écrire le script de ce film, qui faisait 385 pages à l'origine, avant d'être ramené à une taille standard d'environ 120 pages. C'est Rob Reiner qui réalise ce film. Le Président et Miss Wade est acclamé par la critique. Kenneth Turan, dans le Los Angeles Times, le décrit comme « génial et divertissant, si ce n'est particulièrement inspiré », et croit que ses aspects les plus intéressants résident dans « ses rêves utopiques à propos du système politique américain et ce vers quoi il pourrait tendre en théorie »,.

#### «Script doctor»
Aaron Sorkin travaille sur plusieurs films pendant les années 1990 comme script doctor, sans être crédité au générique. Il est l'auteur de quelques bons mots mis dans les bouches de Sean Connery et Nicolas Cage dans le film Rock. Il travaille également sur Excess Baggage, une comédie racontant l'histoire d'une jeune femme qui met en scène son propre kidnapping pour attirer l'attention de son père, et réécrit une partie des scènes de Will Smith dans Ennemi d'État.
Aaron Sorkin collabore avec Warren Beatty sur quelques scripts, dont Bulworth. Warren Beatty, connu pour occasionnellement financer personnellement ses projets de film pendant la phase de pré-production, engage également Aaron Sorkin pour réécrire un script du nom d’Ocean of Storms, qui n'a finalement jamais été produit. À un moment donné, Aaron Sorkin attaque Warren Beatty en justice pour obtenir une compensation appropriée pour son travail sur le script d’Ocean of Storms ; cependant, il continue de travailler sur le script, finalement, une fois l'affaire réglée à l'amiable,,,.

### L'écriture pour la télévision (1998–2007)

#### Sports Night(1998–2000)
Alors qu'il vit dans une chambre d'hôtel au Four Seasons Hotel de Los Angeles pendant l'écriture du script du film Le Président et Miss Wade, Aaron Sorkin a l'idée d'écrire sur les coulisses d'une émission de télévision sportive,. À cette époque-là, il travaille tard, avec la télévision allumée en permanence sur ESPN, regardant les multiples rediffusions de SportsCenter,. L'émission l'inspire et il tente d'écrire le scénario d'un long métrage à propos d'une émission sportive, mais il ne parvient pas à structurer l'histoire pour un film. C'est ainsi qu'il en vient à utiliser cette idée pour une série télévisée comique,. Sports Night est produite par Disney et est diffusée pour la première fois à l'automne 1998, sur ABC, réseau qui appartient au groupe Disney.
Aaron Sorkin se bat contre ABC pendant la première saison à cause de l'utilisation de rires enregistrés et de l'enregistrement devant public de la série. Les rires enregistrés sont vivement décriés par la critique car ils paraissent discordants. Joyce Millman de Salon.com les décrit comme « les rires enregistrés les moins convaincants que vous avez jamais entendus »,,. Aaron Sorkin commente : « À partir du moment où vous tournez devant un public, vous devez utiliser des rires enregistrés. Souvent, accentuer le poids des rires est la bonne chose à faire. Parfois, vous avez besoin d'un coup de cymbale. D'autres fois, cela me rend fou. »,. Les rires enregistrés diminuent graduellement au fur et à mesure, avant de complètement disparaître avant la fin de la première saison. Aaron Sorkin triomphe lors de la seconde saison lorsqu'ABC accède à ses demandes, soulageant l'équipe des difficultés du tournage devant un public, et laissant ainsi plus de temps aux acteurs pour répéter.
Bien que Sports Night soit acclamée par la critique, ABC annule la série après deux saisons à cause de ses bas niveaux d'audience,. Aaron Sorkin considère un temps les offres de continuer la série sur d'autres chaînes de télévision, mais les décline finalement car elles sont toutes conditionnées à son implication, qui est, à ce moment-là, difficilement conciliable avec l'écriture d’À la Maison-Blanche.

#### À la Maison-Blanche(1999–2006)
Aaron Sorkin conçoit l'idée d'une série télévisée politique, À la Maison-Blanche, en 1997 lorsqu'il se présente sans préparation à un déjeuner avec le producteur John Wells et, dans la panique, lui expose le concept d'une série centrée sur les assistants du président des États-Unis, en se basant sur les idées inutilisées du scénario du Président et Miss Wade. Il parle notamment à John Wells de ses visites à la Maison-Blanche pour ses recherches pour ce film. Les deux finissent par discuter de la fonction publique et de la passion qui anime ceux qui œuvrent pour leur pays. John Wells se saisit du concept et le présente au réseau NBC. Cependant, on lui conseille d'attendre. En effet, l'affaire Lewinsky est à ce moment-là sur toutes les lèvres, et la chaîne craint que l'audience ne soit pas en mesure de prendre au sérieux une série sur la Maison-Blanche. Lorsqu'un an plus tard d'autres chaînes commencent à montrer de l'intérêt pour À la Maison-Blanche, NBC donne le feu vert à la série malgré ses précédentes réticences. Le pilote, produit par Warner Bros. Television, est diffusé à l'automne 1999.
À la Maison-Blanche est récompensé par neuf Emmy Awards pour sa première saison, en faisant le nouveau tenant du titre du plus grand nombre d'Emmys reçus par une série en une seule saison. Mais, à la suite de la cérémonie de remise des prix, un scandale éclate à propos de l'Emmy du meilleur scénario remporté pour l'épisode Au plus haut des cieux (In Excelsis Deo), 10e épisode de la saison 1, décerné à Aaron Sorkin et Rick Cleveland (en), lorsqu'un article du New York Times rapporte qu'Aaron Sorkin n'a pas laissé Rick Cleveland s'exprimer sur scène, alors que ce dernier lui en avait fait préalablement la demande. L'histoire derrière l'épisode Au plus haut des cieux est basée sur la vie du père de Rick Cleveland, un vétéran de la Guerre de Corée qui a passé ses dernières années dans la rue, comme l'explique son fils dans un essai publié sur FreshYarn.com et titré J'étais le gars à l'air idiot et aux lunettes à monture métallique (I Was the Dumb Looking Guy with the Wire-Rimmed Glasses). Aaron Sorkin et Rick Cleveland se disputent sur un forum internet public sur Mighty Big TV (en) où le premier explique qu'il accorde à ses auteurs le crédit « Histoire par » sur une base tournante à titre de gratification et qu'il avait jeté le script proposé par le second et recommencé à zéro. Finalement, Aaron Sorkin présente ses excuses à Rick Cleveland. En février 2001, ils remportent tous deux également le prix du Meilleur scénario pour un épisode dramatique aux Writers Guild of America Awards pour l'épisode Au plus haut des cieux.

« Stockard avait endossé le rôle de la Première Dame dans un épisode de la série ...  Elle m’a emmené déjeuner et m’a dit qu’elle avait vraiment aimé jouer dans la série et qu’elle voulait y jouer à nouveau et elle a commencé à me poser des questions du genre « Qui est ce personnage à votre sens ? ». Et ce sont des questions auxquelles je ne peux pas répondre. [En tant que scénariste], je peux seulement répondre à la question « Qu’est-ce qu’ils veulent ? » »

— Aaron Sorkin, à propos de la création des personnages,
En 2001, après avoir conclu la deuxième saison de À la Maison-Blanche, Aaron Sorkin retombe dans la drogue, deux mois seulement après avoir reçu un Phoenix Rising Award pour s'être justement sorti de la drogue. Ceci devient public quand il est arrêté à l'aéroport Bob-Hope de Burbank pour possession de champignons hallucinogènes, de cannabis et de crack. Il est contraint par le juge à suivre un programme de déjudiciarisation sur la drogue. Son addiction est largement médiatisée, et tout particulièrement lorsque le Saturday Night Live crée une parodie de À la Maison-Blanche, bien qu'il soit rétabli.
En 2002, Aaron Sorkin critique l'émission spéciale du présentateur du journal télévisé de NBC, Tom Brokaw, sur un jour dans la vie d'un président, The Bush White House: Inside the Real West Wing, la comparant à l'envoi d'une carte de Saint-Valentin au Président George W. Bush au lieu d'un vrai reportage. Sa série À la Maison-Blanche étant diffusée sur la même chaîne, Aaron Sorkin se voit contraint de s'excuser à la demande du patron des divertissements de la chaîne, Jeff Zucker, mais admet plus tard qu'« il devrait y avoir une différence entre ce que fait NBC News et ce que fait la série À la Maison-Blanche »,.
Aaron Sorkin écrit 87 scripts en tout, ce qui revient à presque tous les épisodes des quatre premières saisons de À la Maison-Blanche, saisons qui ont été notamment récompensées aux Emmy Awards. Aaron Sorkin décrit son rôle dans le processus de création comme « pas vraiment celui d'un showrunner ou d'un producteur. Je suis vraiment un scénariste »,. Il admet que son approche peut avoir ses inconvénients, disant même : « sur 88 épisodes que j'ai fait, nous n'avons jamais respecté ni le timing, ni le budget, pas même une seule fois »,. En 2003, à la fin de la quatrième saison, Aaron Sorkin et son confrère, Thomas Schlamme, producteur exécutif, quittent la série à cause de conflits internes au sein de Warner Bros. Television, qui n'impliquent pas NBC. Leur départ laisse au producteur John Wells un plus grand rôle comme showrunner,. Aaron Sorkin n'a jamais regardé un épisode après son départ de la série, à l'exception de 60 secondes du premier épisode de la cinquième saison. Il dit de cette expérience que c'est « comme regarder quelqu'un embrasser ma petite amie »,. Aaron Sorkin revient dans L'Avenir, épisode final de la série, dans un caméo comme membre de l'équipe du Président Bartlet.

#### Studio 60 on the Sunset Strip(2006–2007)
En 2003, Aaron Sorkin révèle au journaliste de télévision Charlie Rose dans son émission The Charlie Rose Show qu'il est en train de concevoir une série télévisée basée sur une émission de divertissement à sketchs de deuxième partie de soirée, du type Saturday Night Live,. Début octobre 2005, le script du pilote d'une nouvelle série, Studio 7 on the Sunset Strip, écrit par Aaron Sorkin, avec Thomas Schlamme comme producteur, commence à circuler à Hollywood et à susciter l'intérêt sur Internet. Une semaine plus tard, NBC achète les droits de diffusion de la série à Warner Bros. Television pour un montant quasi-record, dans une guerre d'enchères avec CBS. La série est par la suite rebaptisée Studio 60 on the Sunset Strip. Aaron Sorkin dit de la série qu'elle comporte des « éléments autobiographiques » et des « personnages basées sur des personnes réelles » mais qu'elle s'en détache pour se concentrer sur les manœuvres de coulisses d'une émission de divertissement à sketchs de fin de soirée.
En septembre 2006, le pilote de Studio 60 on the Sunset Strip, réalisé par Thomas Schlamme, est diffusé sur NBC. Cet épisode-pilote est acclamé par la critique et regardé par plus de 12 millions de personnes. Malgré cela, la série subit une perte significative de son audience avant la mi-saison. L'excitation qui avait précédé le début de la série est suivi par de nombreuses critiques réfléchies et scrupuleuses dans la presse, ainsi que par des analyses très négatives dans la blogosphère. En janvier 2007, Aaron Sorkin s'élève contre la presse qui se concentre essentiellement sur la chute de l'audience et utilise des blogs et des scénaristes sans emploi comme sources. Après deux mois de pause, les derniers épisodes de la saison de Studio 60 on the Sunset Strip sont diffusés. La série s'arrête après cette unique saison.

### Retour à ses anciennes amours (2004 à 2017)

#### Retour au théâtre

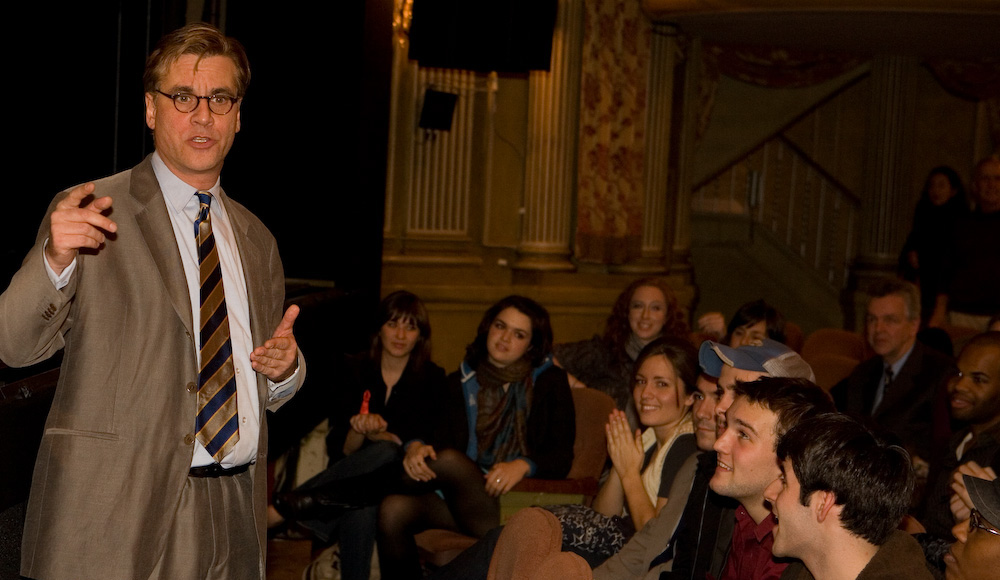
Aaron Sorkin discutant sa pièce The Farnsworth Invention avec le public au Music Box Theatre le 8 novembre 2007.

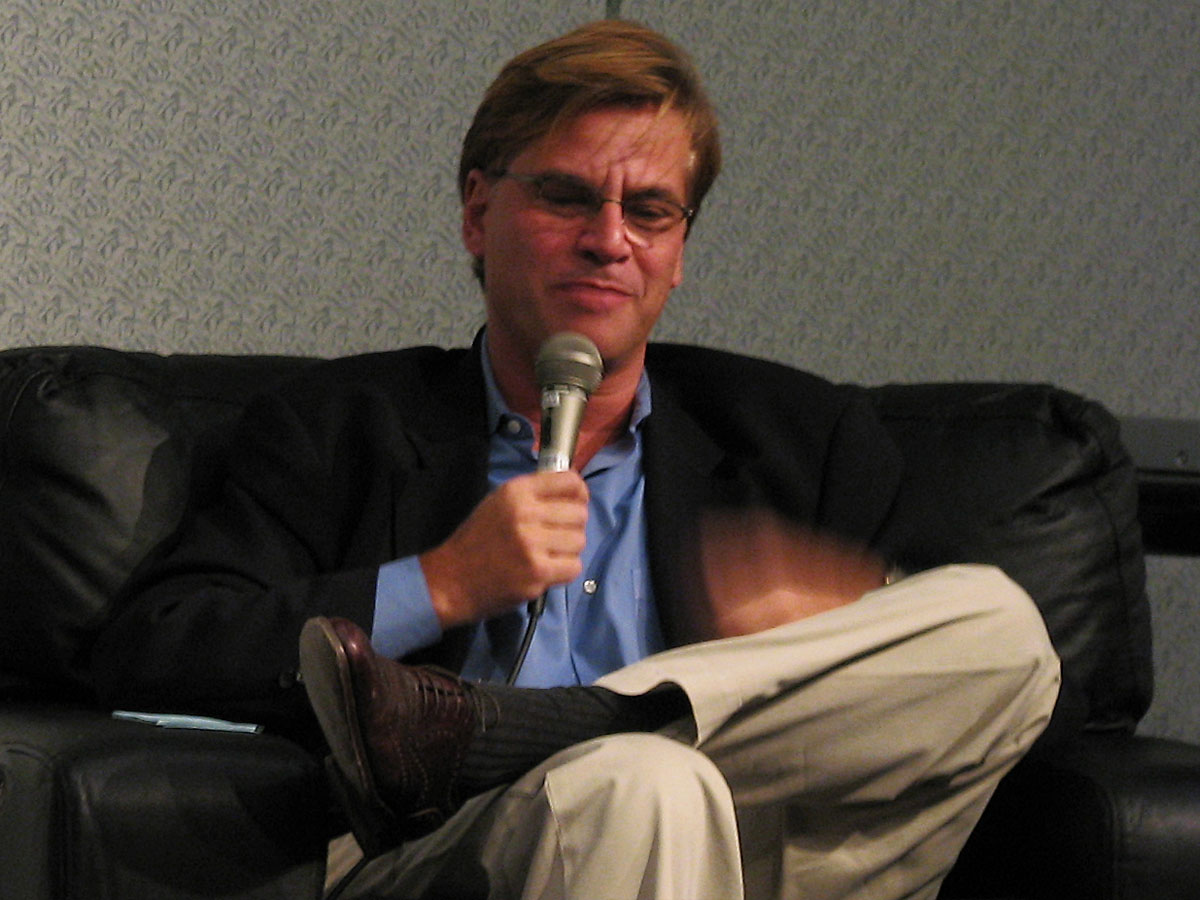
Aaron Sorkin interviewe William Goldman en novembre 2008 à la Screenwriting Expo.

Pendant l'année 2003, Aaron Sorkin écrit un scénario, sans qu'il ne lui ait été commandé, sur l'histoire d'un inventeur et pionnier de la télévision, Philo Farnsworth, sujet qui lui est devenu familier au début des années 1990 lorsque le producteur Fred Zollo l'approche avec l'idée de faire un biopic sur la base des mémoires de Elma Farnsworth,. L'année suivante, il termine son scénario qu'il titre The Farnsworth Invention (en), et qui est retenu par New Line Cinema avec Thomas Schlamme prévu comme réalisateur. Il raconte l'histoire de la bataille de brevet relatif à la technologie qui a permis les premières transmissions télévisées aux États-Unis, qui a fait rage entre l'inventeur Philo Farnsworth et le puissant président de la Radio Corporation of America, David Sarnoff.
À la même époque, Aaron Sorkin est contacté par Jocelyn Clarke, responsable des commandes pour l'Abbey Theatre à Dublin, qui lui demande d'écrire une pièce pour le théâtre, ce qu'il accepte. Il décide finalement de satisfaire la commande en réécrivant The Farnsworth Invention pour le théâtre,. Il livre une première ébauche de la pièce au Abbey Theatre début 2005, et le spectacle est prévu pour 2007 avec les premières représentations au La Jolla Playhouse (en) en Californie, en collaboration avec l'Abbey Theatre. Mais, en 2006, la nouvelle direction de l'Abbey Theatre se retire de The Farnsworth Invention. Malgré ce revers, La Jolla Playhouse poursuit le projet, et Steven Spielberg s'y associe comme producteur. Les premières représentations s'inscrivent dans le cadre du programme Page To Stage de La Jolla, ce qui permet à Aaron Sorkin et au metteur en scène Des McAnuff d'améliorer la pièce de représentation en représentation, en fonction des réactions et remarques du public ; la pièce est jouée au La Jolla Playhouse du 20 février 2007 au 25 mars 2007,. La pièce est ensuite programmée à Broadway, avec une série d'avant-premières au Music Box Theatre, et un démarrage prévu pour le 14 novembre 2007. Cependant, les débuts de la pièce sont retardés par la grève des machinistes de Broadway de 2007 (en),. The Farnsworth Invention démarre finalement le 3 décembre 2007 au Music Box Theatre après la fin de la grève. Les représentations cessent le 2 mars 2008,.
En 2005, Aaron Sorkin revoit sa pièce A Few Good Men (en) pour la reprise des représentations au Haymarket Theatre dans le West End theatre à Londres. À l'automne de la même année, la pièce, mise en scène par David Esbjornson (en), commence à être jouée au Theatre Royal Haymarket avec Rob Lowe d’À la Maison-Blanche dans le rôle principal.

#### Retour au cinéma
Aaron Sorkin revient au cinéma lorsqu'Universal Pictures le charge d'adapter La Guerre de Charlie Wilson : L'extraordinaire histoire de la plus grande opération secrète de l'histoire, livre de George Crile (en), surtout connu pour être le producteur de l'émission 60 Minutes, pour la société de production de Tom Hanks, Playtone. La Guerre de Charlie Wilson : L'extraordinaire histoire de la plus grande opération secrète de l'histoire relate l'histoire de Charlie Wilson, représentant démocrate au Congrès du 2e district du Texas, personnage haut en couleur, qui a financé la guerre secrète menée par la CIA contre l'URSS en Afghanistan. Aaron Sorkin termine le scénario et le film, réalisé par Mike Nichols, sort en salle en 2007 avec Tom Hanks, Julia Roberts et Philip Seymour Hoffman à l'affiche.
En août 2008, Aaron Sorkin annonce qu'il a accepté d'écrire un scénario sur la création du réseau social Facebook, à la demande de Sony et du producteur Scott Rudin. Le film, The Social Network, tiré du livre de Ben Mezrich, The Accidental Billionaires: the Founding of Facebook, A Tale of Sex, Money, Genius, and Betrayal, traduit en français sous le nom de La Véritable Histoire du fondateur de Facebook. La revanche d'un solitaire, sort en salle le 1er octobre 2010. Sorkin remporte trois récompenses pour son scénario : l'Oscar du meilleur scénario adapté, le British Academy Film Award du meilleur scénario adapté et le Golden Globe du meilleur scénario pour The Social Network. Un an plus tard, Aaron Sorkin est nommé pour les mêmes récompenses comme co-scénariste du film Le Stratège.
En mai 2012, Sony annonce qu'Aaron Sorkin va écrire un film tiré de la biographie de Steve Jobs rédigée par Walter Isaacson.

« Pour être honnête, une des hésitations que j'avais lorsque je me suis attaqué à ce film est que c'est un peu comme écrire sur les Beatles — il y a tellement de gens qui en savent tant sur lui et qui le vénèrent que je n'y ai vu qu'un terrain miné de déceptions. Franchement, j'allais faire quelque chose et ces personnes... avec un peu de chance, quand j'aurai terminé mes recherches, je serai au même niveau de connaissances sur Steve Jobs que tous ces gens. »

— Aaron Sorkin, à la conférence D10 en mai 2012,
Steve Jobs, écrit par Aaron Sorkin, réalisé par Danny Boyle, avec Michael Fassbender dans le rôle-titre sort en salles en octobre 2015. Le 10 janvier 2016, Aaron Sorkin remporte le Golden Globe du meilleur scénario pour son travail sur ce film.

#### Retour à la télévision
En 2011, le retour à la télévision d'Aaron Sorkin est annoncé au travers de deux projets HBO. Il fait d'une part équipe avec la star de The Office, John Krasinski, pour développer une mini-série sur le Château Marmont sur la base de Life at the Marmont, un livre écrit par le copropriétaire de l'hôtel Raymond R. Sarlot et Fred Basten. Il développe d'autre part The Newsroom, une série sur une chaîne d'informations câblée fictive. La série dure trois saisons, du 24 juin 2012 au 14 décembre 2014,,,.

#### Projets amorcés et futurs
En mars 2007, on rapporte qu'Aaron Sorkin a accepté d'écrire l'adaptation en comédie musicale du tube de 2002 Yoshimi Battles the Pink Robots du groupe de rock psychédélique The Flaming Lips, en collaboration avec le metteur en scène Des McAnuff, responsable du projet,,. Cependant il abandonne le projet quand il apparaît que la comédie musicale sera chantée de bout en bout.
Le 12 juillet 2007, Variety rapporte qu'Aaron Sorkin a signé avec DreamWorks pour l'écriture de trois scénarios. Le premier d'entre eux, tiré de l'histoire des Chicago Seven, est titré The Trial of the Chicago 7 ; Aaron Sorkin travaillait précédemment déjà dessus avec Steven Spielberg et les producteurs Walter Parkes et Laurie MacDonald. En mars 2010, l'agent d'Aaron Sorkin, Ari Emanuel, aurait dit du projet qu'il était difficile à mettre en place,. Toutefois, fin juillet 2013, il est annoncé que Paul Greengrass, réalisateur nommé aux Oscars, serait en négociation finale pour réaliser le film qui devait jusqu'alors être réalisé par Steven Spielberg.
En août 2008, Des McAnuff annonce qu'Aaron Sorkin a été chargé par le Stratford Shakespeare Festival (en) d'écrire l'adaptation de la pièce de Tchekhov La Cerisaie.
En 2010, Aaron Sorkin aurait décroché les droits pour porter sur grand écran le livre d'Andrew Young, The Politician, qui a pour sujet le sénateur John Edwards. Il annonce également qu'il ferait ses débuts comme réalisateur sur ce film.
En novembre 2010, Entertainment Weekly rapporte qu'Aaron Sorkin devrait écrire une comédie musicale sur la vie de Houdini, dont la musique serait composée par Danny Elfman. En janvier 2012, on raconte que Stephen Schwartz est en train d'écrire la musique et les paroles, tandis qu'Aaron Sorkin joue pour la première fois le rôle de librettiste. La comédie musicale est prévue pour la saison 2013-2014, et Aaron Sorkin avoue que « la chance de collaborer avec Stephen Schwartz, Jack O'Brien, et Hugh Jackman sur une nouvelle comédie musicale pour Broadway est un incroyable cadeau »,. En janvier 2013, il abandonne le projet prétendument à cause de ses engagements cinématographiques et télévisuels.
En septembre 2015, on rapporte qu'Aaron Sorkin travaille à l'écriture d'un biopic centré sur les vingt ans de mariage de Lucille Ball et Desi Arnaz ainsi que sur leur travail conjoint sur I Love Lucy et The Lucy–Desi Comedy Hour (en). L'actrice Cate Blanchett, oscarisée en 2005, incarnerait Lucille Ball, tandis que le rôle de Desi Arnaz reste à attribuer.
En février 2016, il est révélé qu'il va adapter le roman Ne tirez pas sur l'oiseau moqueur (To Kill a Mockingbird) pour le théâtre, projet sur lequel il va travailler aux côtés de Bartlett Sher (en).

### Nouveau réalisateur à succès d'Hollywood (depuis 2017)
En 2016, Aaron Sorkin délaisse la mise en scène pour se concentrer sur son premier long-métrage comme auteur et réalisateur. Baptisé Le Grand Jeu, il revient sur la vie de l'ancienne joueuse de poker Molly Brown. Il confie le rôle à Jessica Chastain  qui l'aide à coproduire le film. Quand il sort, ce dernier est un très grand succès. En effet le film est salué par la presse américaine et internationale et permet au jeune réalisateur d'être nommé au Golden Globe du meilleur scénario ainsi qu'à Oscar du meilleur scénario adapté.
Il enchaine avec le tournage du thriller politique Les Sept de Chicago qui retrace la rébellion d'un groupe de hippies au sujet du racisme. À nouveau, il écrit entièrement seul le scénario de son film et en propose les rôles principaux aux acteurs Sacha Baron Cohen, Eddie Redmayne, Jeremy Strong, Mark Rylance et l'acteur méconnu Yahya Abdul-Mateen II. Produit par la plateforme de streaming Netflix : le film sort d'abord en exclusivité dans certaines salles des États-Unis afin d'être éligible lors de la saison des prix puis complètement en début d'année suivante. À nouveau, le film se vend très bien et reçoit des critiques élogieuses. En France, le magazine les Inrockuptibles encense le film écrivant : « Le cinéaste fait un feu d’artifice de points de vue, démontrant que l’altérité demeure toujours une force, surtout dans un même camp. La beauté du film réside d’abord dans la circulation de la parole et la manière dont celle de chaque accusé [...] se diffuse dans l’espace des autres, comme la découverte d’un secret. [...] La politique se niche parfois dans les détails, le génie d’Aaron Sorkin aussi. » quand Télé Loisir écrit : « Aaron Sorkin signe un film de prétoire haletant et engagé, qui peut se voir comme un regard sur l'Amérique de 2020. Porté par une distribution prestigieuse, Sacha Baron Cohen en tête, "Les Sept de Chicago" est un uppercut. »
Son film est à nouveau nommé aux Goldens Globes et, à titre personnel, Aaron Sorkin reçoit sa première nomination comme réalisateur avant de remporter dans la soirée le prix du meilleur scénario - et aux Oscars le long-métrage est nommé 6 fois mais ne remporte aucun prix. Avant de travailler sur ce film, le scénariste et réalisateur travaillait sur un biopic qui revenait sur la relation tendue entre Lucille Ball et Desi Arnaz, deux stars du petit écran dans le Hollywood des années 60. On est alors en 2015, et c'est Cate Blanchett fraichement oscarisée qui est annoncée dans le rôle de l'actrice. Cependant, celle-ci décline le rôle après s'être engagée sur un autre tournage. Finalement, c'est l'Australienne Nicole Kidman qui reprend le personnage face à Javier Bardem qui alors est annoncé pour jouer Desi Arnaz. Cependant, le choix de l'actrice dans ce rôle attire les foudres des fans de la série I Love Lucy qui ne comprennent pas ce choix. L'actrice est alors soutenue par la fille de cette dernière et le réalisateur.

### Vie personnelle

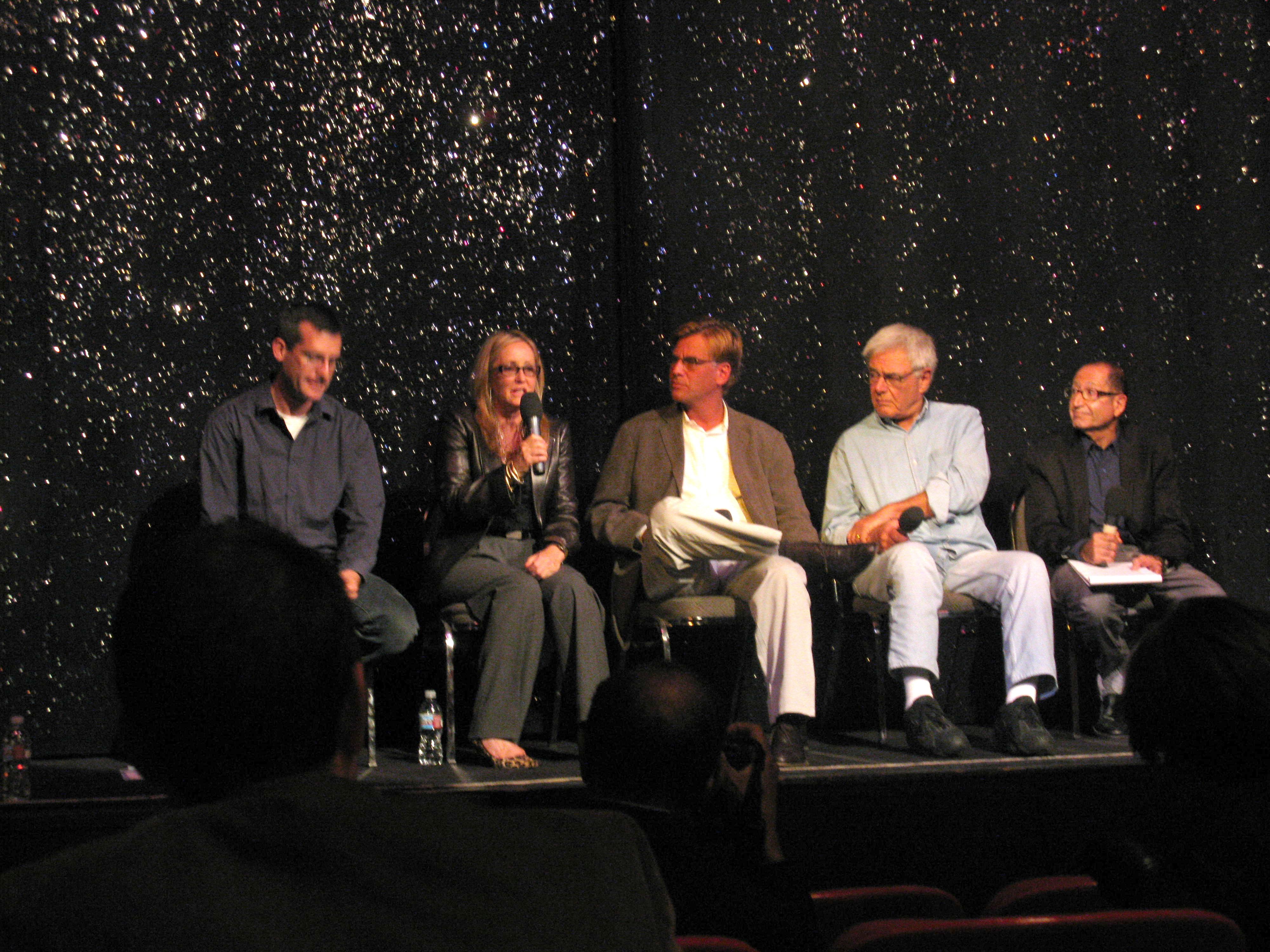
Table ronde avec Aaron Sorkin, pendant l'événement Generation Obama, après une projection de Monsieur Smith au Sénat, le 20 août 2008.

Aaron Sorkin épouse Julia Bingham en 1996 et divorce en 2005, son addiction au travail et sa consommation de drogues apparaissant comme une cause partielle de cette séparation,. Ils ont une fille, Roxy. Aaron est longtemps dépendant à la cocaïne, avant de recevoir un traitement dans le cadre d'un programme de déjudiciarisation, à la suite de son arrestation hautement médiatisée en 2001.
Pendant plusieurs années, il sort avec Kristin Chenoweth, qui incarne Annabeth Schott dans À la Maison-Blanche dans les saisons 6 et 7, bien qu'Aaron Sorkin ait déjà quitté la série à ce moment-là. Selon certaines sources, il est également sorti avec la chroniqueuse Maureen Dowd et l'actrice Kristin Davis.
Fervent sympathisant du Parti démocrate, Aaron Sorkin a grandement contribué aux campagnes électorales des candidats du parti entre 1999 et 2011, d'après CampaignMoney.com. Pendant la campagne pour l'élection présidentielle américaine de 2004, le comité d'action politique de l'association libérale MoveOn engage Sorkin et Rob Reiner pour créer l'une de leurs campagnes de publicité anti-Bush. En août 2008, Sorkin s'implique dans l'événement Generation Obama au Fine Arts Theater à Beverly Hills en Californie, en participant à une table ronde qui fait suite à la projection du film Monsieur Smith au Sénat de Frank Capra. Malgré cela, Aaron Sorkin ne se considère pas comme militant,.
En 1987, Aaron Sorkin commence à consommer du cannabis et de la cocaïne. Il dit avoir trouvé dans la cocaïne une drogue qui le soulage des tensions nerveuses dont il est régulièrement victime. En 1995, il entre en cure de désintoxication à l'Institut Hazelden dans le Minnesota, sur les conseils de sa petite amie de l'époque et future épouse Julia Bingham, pour tenter de mettre un terme à son addiction à la cocaïne. En 2001, Aaron Sorkin et ses collègues John Spencer et Martin Sheen reçoivent le Phoenix Rising Award pour leurs victoires personnelles sur l'abus de substances illicites. Toutefois, deux mois plus tard, le 15 avril 2001, Aaron Sorkin est arrêté quand les agents de sécurité de l'aéroport Bob-Hope de Burbank trouvent des champignons hallucinogènes, du cannabis et du crack dans son bagage-cabine après que la pipe à crack métallique a déclenché les détecteurs,. Il est contraint de participer à un programme de déjudiciarisation.
Malgré sa consommation de drogues, il continue à travailler sur À la Maison-Blanche,. Pendant son discours à la remise des diplômes de l'Université de Syracuse le 13 mai 2012, Aaron Sorkin déclare qu'il n'a pas pris de cocaïne depuis onze ans.

## Processus d'écriture et style
Aaron Sorkin écrit pour le théâtre, le cinéma et la télévision, et pour chacun de ces médias, son niveau de collaboration avec d'autres créateurs varie. Il commence par le théâtre qui implique un processus d'écriture essentiellement solitaire, avant de passer au cinéma où il collabore avec le réalisateur Rob Reiner et le scénariste William Goldman, avant de finalement travailler à la télévision où il collabore étroitement avec le réalisateur Thomas Schlamme pendant près d'une décennie sur les séries Sports Night, À la Maison-Blanche, et Studio 60 on the Sunset Strip. Désormais, il fait la navette entre les trois médias. Il a l'habitude de fumer cigarette sur cigarette lorsqu'il se cloître dans son bureau pendant des heures pour concevoir ses prochains scénarios. Il décrit son processus d'écriture comme physique car il se lève souvent pour tester à voix haute les dialogues sur lesquels il travaille.

« Pour moi, écrire c'est comme avoir un rendez-vous. Il n'est pas rare que je sois vraiment très drôle et vraiment très intelligent, et parfois éventuellement que je m'énerve pour qu'elle voie que j'ai peut-être aussi un côté obscur. Je veux que tout le monde se dise que ça valait le coup d'aller jusqu'au bout, aussi longtemps que je décide que cela doit durer. »

— Aaron Sorkin, à propos de son écriture telle que caractérisée par son mentor William Goldman,
Un article de Peter De Jonge dans le New York Times explique que « les histoires de À la Maison-Blanche ne sont jamais prévues plus de quelques semaines à l'avance et [que] la série n'a aucune intrigue majeure », ce qui est, d'après Peter De Jonge, parce qu'« avec des personnages sans défaut, il est impossible de leur donner des arcs narratifs importants »,. Aaron Sorkin déclare : « Je planifie rarement à l'avance, pas parce que je ne pense pas que ce soit bien de planifier à l'avance, juste parce que je n'ai pas le temps. »,. Il dit également : « En tant que scénariste, je n'aime pas répondre aux questions, jusqu'au moment où je dois y répondre ». John Levesque, critique télévisé pour le Seattle Post-Intelligencer remarque que le processus d'écriture de Sorkin « peut conduire à des développements peu judicieux de l'intrigue »,. Pour compliquer encore les choses, à la télévision, Aaron Sorkin participe à l'écriture de tous les épisodes, privant le plus souvent les autres auteurs du mérite qui leur revient. Peter De Jonge rapporte que des anciens scénaristes de À la Maison-Blanche affirment que « même pour Hollywood où tout le monde cherche toujours à accaparer le feu des projecteurs, Aaron Sorkin s'est montré extrêmement avare quand il a été question de partager le mérite des scripts »,. Dans un article de GQ en 2008, Aaron Sorkin dit : « Je suis aidé par équipe qui a de bonnes idées, mais les scripts ne sont pas écrits en groupe »,.
Sa collaboration de presque dix ans à la télévision avec le réalisateur Thomas Schlamme commence début 1998, quand ils découvrent qu'ils partagent le même sens créatif, pour la série Sports Night qui est alors sur le point d'être produite,. Leur partenariat à la télévision est un succès : Aaron Sorkin s'occupe d'écrire les scénarios, tandis que Thomas Schlamme tient le rôle de producteur exécutif, voire parfois de réalisateur. Ils travaillent ensemble sur Sports Night, À la Maison-Blanche et Studio 60 on the Sunset Strip. Thomas Schlamme crée le visuel des séries, travaille avec les autres réalisateurs, discute les scripts avec Aaron Sorkin dès qu'il les lui remet, prend les décisions relatives à la forme et à la distribution, et assiste aux réunions consacrées au budget. Aaron Sorkin, quant à lui, a tendance à s'en tenir strictement à l'écriture .

« Vous ne voyez jamais personne aller d'un point A à un point C [dans la plupart des séries télévisées]. Je voulais que le public puisse voir chaque trajet que ces personnages font. Tout cela a une raison d'être, même les voir commander leur déjeuner. Cela semble être le rythme visuel approprié à associer aux textes d'Aaron. J'ai de la chance que cela ait fonctionné. »

— Thomas Schlamme, à propos de la technique du « walk and talk (en) » (« parler en marchant »),
En réponse à ce qu'il perçoit comme une injuste critique de The Newsroom, Jacob Drum de Digital Americana écrit : « la vérité essentielle c'est que la critique passe à côté du fait que The Newsroom c'est Sorkin comme il a toujours été et comme il sera toujours : un quart avant-gardiste, un quart romantique complexé, deux quarts véritable pionnier à la Lewis et Clark, ce qui le piège dans une conception vieille et démodée d'une Amérique qui peut toujours élever son jeu — mais, plus important encore, lui permet de raconter une bonne histoire »,.

« Le truc c'est de suivre les règles de la narration classique. Un drame c'est très simple : quelqu'un veut quelque chose, et quelque chose ou quelqu'un se trouve sur son chemin et l'empêche de l'avoir. Ce qu'il veut — l'argent, la fille, le billet pour Philadelphie — n'a pas vraiment d'importance. Mais ce qui est important, c'est que le public doit vouloir qu'il l'obtienne. »

— Aaron Sorkin,
Aaron Sorkin est connu pour ses répliques cultes et ses dialogues à cent à l'heure, comme le « Vous ne l'encaissez pas la vérité ! »,, de Des hommes d'honneur ou la diatribe, partiellement en latin, du Président Bartlet contre Dieu dans Deux cathédrales (Two Cathedrals), dernier épisode de la deuxième saison d’À la Maison-Blanche,. À la télévision, l'une des caractéristiques de la plume de Sorkin se trouve dans l'esprit et la répartie dont font preuve ses personnages lorsqu'ils discutent de choses et d'autres, plaisantent au sujet des événements étranges qui se déroulent pendant un épisode et lancent d'obscures références à la culture populaire.
Bien qu'il soit souvent fait éloge du côté lettré de ses scripts,,, on lui reproche souvent de rendre des textes trop recherchés et trop travaillés. Son mentor William Goldman fait remarquer que, normalement, dans les médias visuels, on évite les discours, mais qu'Aaron Sorkin a un tel talent qu'il s'en sort parfaitement en transgressant cette règle.

## Filmographie

### Scénariste

#### Cinéma
- 1992 : Des hommes d'honneur (A Few Good Men) de Rob Reiner
- 1993 : Malice de Harold Becker, co-écrit avec Scott Frank
- 1995 : Le Président et Miss Wade (The American President) de Rob Reiner
- 2007 : La Guerre selon Charlie Wilson (Charlie Wilson's War) de Mike Nichols
- 2010 : The Social Network de David Fincher
- 2011 : Le Stratège (Moneyball) de Bennett Miller
- 2016 : Steve Jobs de Danny Boyle
- 2017 : Le Grand Jeu (Molly's Game) de lui-même
- 2020 : Les Sept de Chicago (The Trial of the Chicago 7) de lui-même
- 2021 : Being the Ricardos de lui-même
- 2026 : The Social Network - Part II de lui-même

#### Séries télévisées
- 1998-2000 : Sports Night (également créateur et producteur exécutif)
- 1999-2006 : À la Maison-Blanche (également créateur et producteur exécutif)
- 2006-2007 : Studio 60 on the Sunset Strip (également créateur et producteur exécutif)
- 2012-2014 : The Newsroom (également créateur et producteur exécutif)

### Réalisateur
- 2017 : Le Grand Jeu (Molly's Game)
- 2020 : Les Sept de Chicago (The Trial of the Chicago 7)
- 2021 : Being the Ricardos
- 2026 : The Social Network - Part II

### Acteur
- 1992 : Des hommes d'honneur : l'homme dans le bar
- 1995 : Le Président et Miss Wade : l'assistant dans le bar
- 1999 : Sports Night (saison 1, épisode 13, Small Town) : l'homme au bar
- 2006 : À la Maison-Blanche (saison 7, épisode 22, L'Avenir) : caméo au sein de l'équipe du Président Bartlet
- 2009 et 2010 : Entourage (saison 6, épisode 8, Les notes de Sorkin et saison 7, épisode 5, Histoire de cul) : lui-même
- 2010 : The Social Network : un publicitaire new-yorkais (caméo)
- 2011 : 30 Rock (saison 5, épisode 18, Chômage technique) : lui-même

## Distinctions

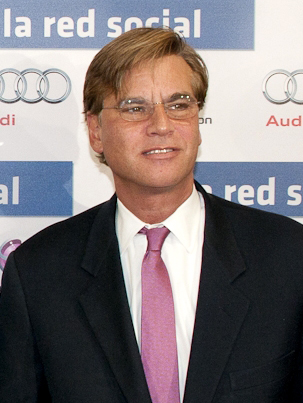
A Madrid, pour la première espagnole de The Social Network, en octobre 2010.

### Goldens Globes
- 2011 : meilleur scénario  pour The Social Network
- 2016 : meilleur scénario pour Steve Jobs
- 2017 : nomination - meilleur scénario pour Le Grand Jeu
- 2021 :nomination - meilleure réalisation pour Les Sept de Chicago
- 2021 : meilleur scénario pour Les Sept de Chicago
- 2022 : nomination - meilleur scénario pour Being the Ricardos

### Oscars
- 2011 : meilleur scénario adapté pour The Social Network
- 2021 : nomination - meilleur scénario original pour Les sept de Chicago

### Autres
- BAFTA 2011 : meilleur scénario adapté pour The Social Network
- Critics' Choice Movie Awards 2012 : meilleur scénario adapté pour Le Stratège (partagé avec Steven Zaillian)

## Théâtre
- 1984 : Removing All Doubt
- 1988 : Hidden in this Picture (en) (pièce en un acte)
- 1989 : A Few Good Men (en)
- 1990 : Making Movies
- 2007 : The Farnsworth Invention (en)